# Carlos Bouquet Carranza
El general Carlos Bouquet Carranza fue un militar mexicano que participó en la Guerra Cristera. Bouquet era Jefe de la Columna Volante de División del Sur de Jalisco. Un capitán federal del 38.º Regimiento de caballería del general Manuel Ávila Camacho apellidado Castillo, y apodado "el pelón", le hizo huir de San Gabriel, Jalisco, después de su infructuoso sitio de Tapalpa. En marzo de 1929 el general Bouquet fue derrotado por el federal José Cortés Ortiz. El general Carlos Bouquet fue ejecutado a mediados de diciembre a las afueras Nogales después de haber asistido a una reunión en el extranjero y de la firma de paz con el gobierno acusado de intentar dirigir un golpe de Estado en favor del movimiento revolucionario en favor de José Vasconcelos. Soledad Bouquet, hermana de Carlos, fue esposa de Jesús Degollado Guízar. 